# Большой хаммам Приштины
Большой хаммам Приштины (алб. Hamami i madh i Prishtinës, тур. Fatih Sultan Mehmet Han Hammam, серб. Велики хамам у Приштини / Veliki hamam u Prištini) — один из немногих памятников Османской эпохи в Приштине, Косово. Хаммам также известен как турецкая баня. Он был построен в XV веке и был частью Императорской мечети (Приштина). В течение весенних и летних месяцев хаммам использовался как место встречи. Большой хаммам Приштины, который считается одним из важнейших зданий культурного и исторического наследия, находился в плохом состоянии в течение многих лет до его принятия решения о его реставрации.
Хаммам в настоящее время находится на реставрации, на его базе планируется создать музей. Здание хаммама принадлежит муниципалитету Приштины и находится под защитой Республики Косово. Он является частью культурного наследия согласно решению министра культуры, молодежи и спорта, начиная с октября 2012 года. Но до войны в Косово в 1985 году хаммам считался охраняемым памятником по закону. По словам архитектора Нола Бинакай хаммам носил охранный номер 19/77. Также он отмечает, что, несмотря на то, что хаммам сильно отличается от первоначального вида, изменилась только восточная часть здания и главный фасад. Остальная часть осталась прежней. Это символ старой Приштины, наряду с Башней с часами, мечетью Даршия, зданием Академии, мечетью Фатих и т.д.

## История
Большой хаммам Приштины был построен во второй половине XV-го века, он был один из первых османских объектов, построенных на территории Республики Косово. Он известен как часть мечети Султана Мехмета Фатиха, названной в честь Мехмеда Завоевателя. Хаммам посещали жители Приштины как место встречи и общения на протяжении многих поколений вплоть до 1970-х или 1960-х годов, по словам архитектора Нола Бинакай из Университета развития жилищного строительства. Согласно легенде, султан Мехмет аль-Фатих обязывал строителей два раза в день мыться в хаммаме.

## Архитектура
Большой хаммам Приштины считается двойным хаммамом, потому что в нем есть отдельные секции для мужчин и женщин. Эти примерно 800 м2 и имеет форму квадранта. Он имеет как горячую комнату, так и холодную комнату. В горячей комнате 16 куполов, каждый из которых содержит 15 отверстий. На одном из куполов среднее отверстие имеет форму шестиконечной звезды. Значение этих отверстий в том, чтобы хаммам внутри был освещенным. Другая их задача — держать хаммам в тепле. «Горячая секция» хаммама включает в себя так называемые «ванны хаммама». Гипокаусты были под полом, который был сделан из мрамора. Стены здания сделаны из камня, купола — из кирпича, они были покрыты покрыты испорченными железными листами. Интерьер, однако, был оштукатурен с помощью традиционного раствора под названием «хорасан». Известно, что «хорасан» устойчив к влаге. Здание, в целом, состоит из камней правильной формы, которые вырезаны по углам и склеены известковым раствором. «Холодная секция» была известна тем, что она была покрыта четырьмя куполами, но никаких признаков такого рода конструкций обнаружено не было. Большой хаммам Приштины имеет прихожую, среднюю теплую зону, основную теплую зону, а также залы для массажа и т. д.

## Повреждения на протяжении многих лет
После того, как здание было заброшено, хаммам несколько раз подвергался реконструкции. Установка новой системы водоснабжения и канализации без каких-либо стандартов привела к потере ценных деталей архитектуры здания, а его конструкция была ослаблена. Несмотря на то, что здание хаммама является одним из старейших османских зданий в Приштине, с 1989 года не проводилось никакого технического обслуживания. Здание использовалось только для хранения строительных материалов. В 1994 году перед зданием были открыты три магазина. В 1995 году вскоре были подожжены магазины и восточная часть здания. Согласно Европейской инициативе стабильности, хаммам нуждается в защите от черной воды. Стены разрушены от этого фактора и других факторов, таких как время и поврежденные конструкции. Лишь в апреле 2007 года муниципалитет Приштины решил периодически проводить его восстановление.